# Euphorbia namuskluftensis
Euphorbia namuskluftensis là một loài thực vật thuộc họ Euphorbiaceae. Đây là loài đặc hữu của Namibia. Môi trường sống tự nhiên của chúng là vùng nhiều đá.